# Pinkpop 2011
Pinkpop 2011 was de 42e editie van het Nederlands muziekfestival Pinkpop en de 24e in Landgraaf. Het evenement werd met uitzondering van Pinkpop 2008 en Pinkpop 2010 zoals gebruikelijk tijdens het pinksterweekeinde gehouden, dit jaar was dat op za. 11, zo. 12 en ma. 13 juni, zoals gebruikelijk en voor de 24e keer op het evenemententerrein Megaland te Landgraaf.

## Bekendmaking
De jaarlijkse persconferentie van Pinkpop vond plaats op 16 maart 2011 in de Paradiso. Daar werd nagenoeg het volledige programma bekendgemaakt. De kaartverkoop zelf begon drie dagen later, op 19 maart 2011.

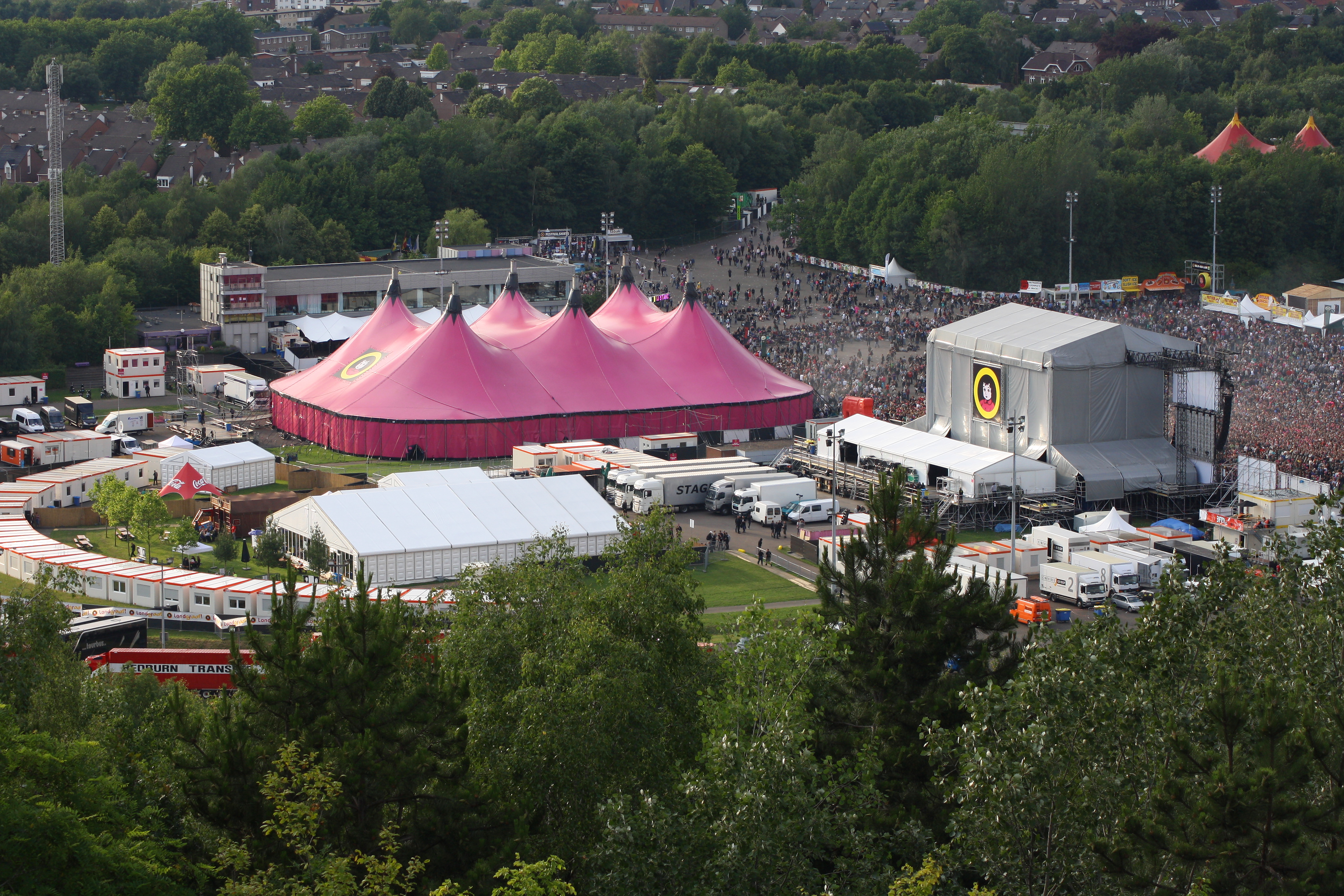
Tent en hoofdpodium
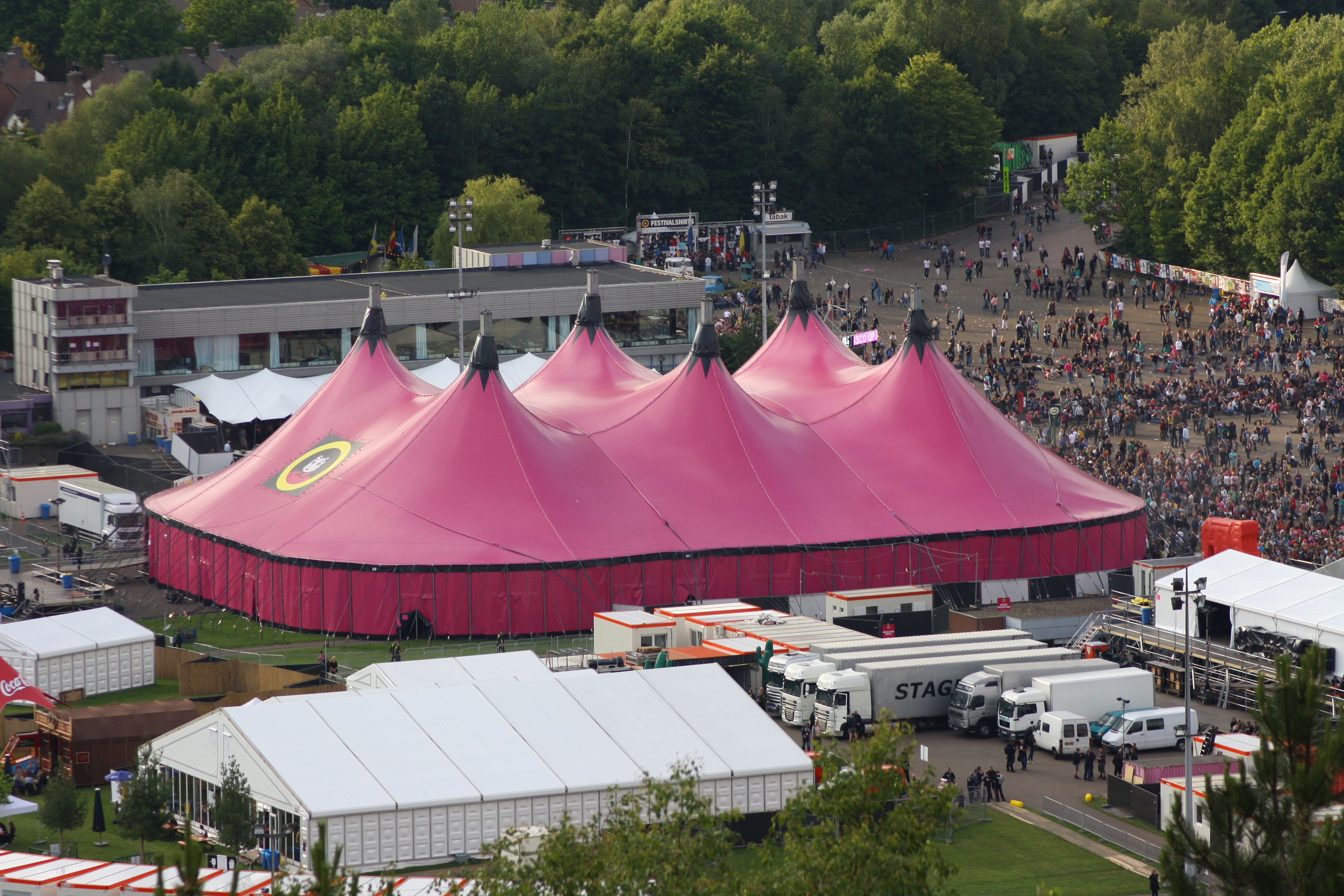
Tent en artiestentent
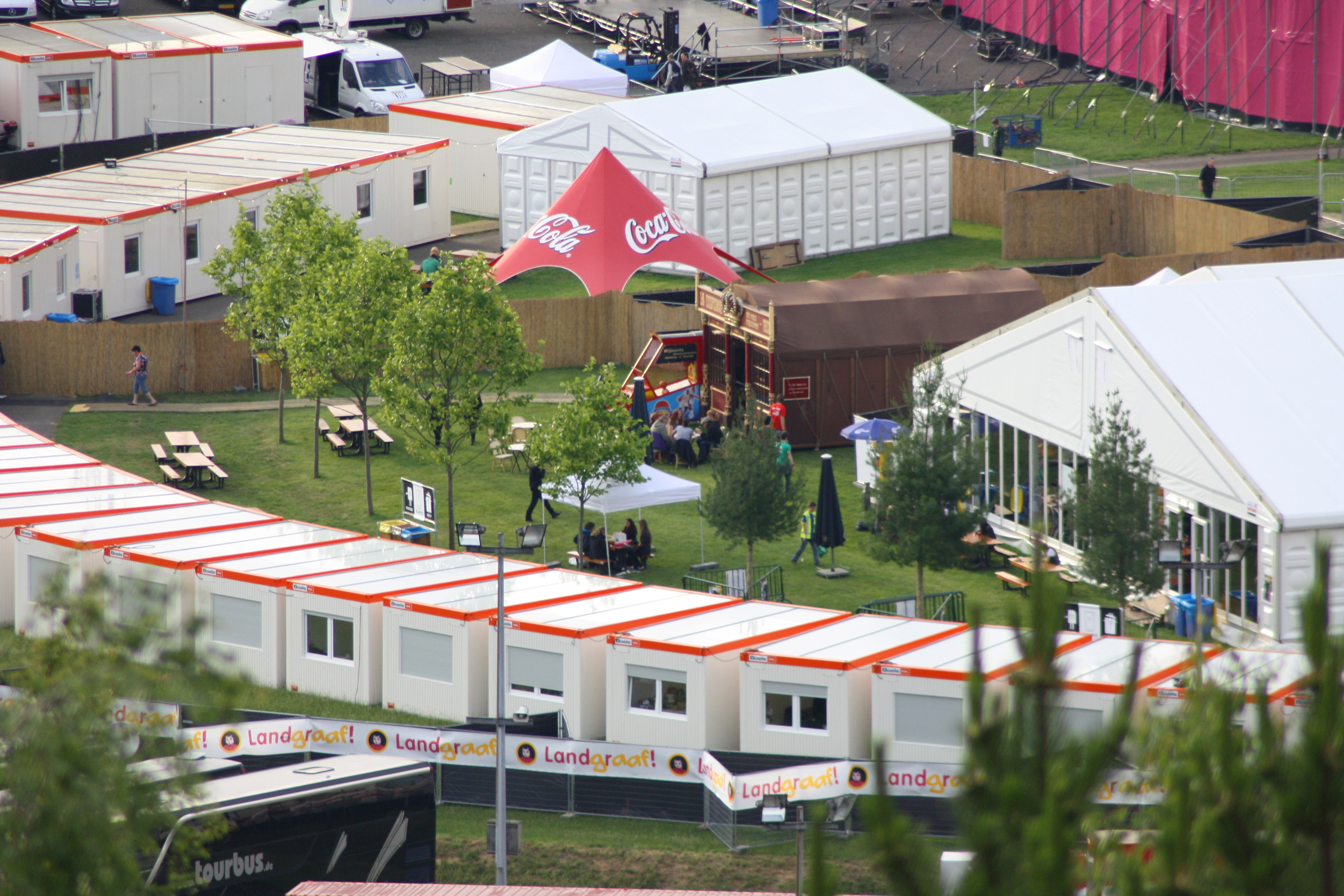
Backstage
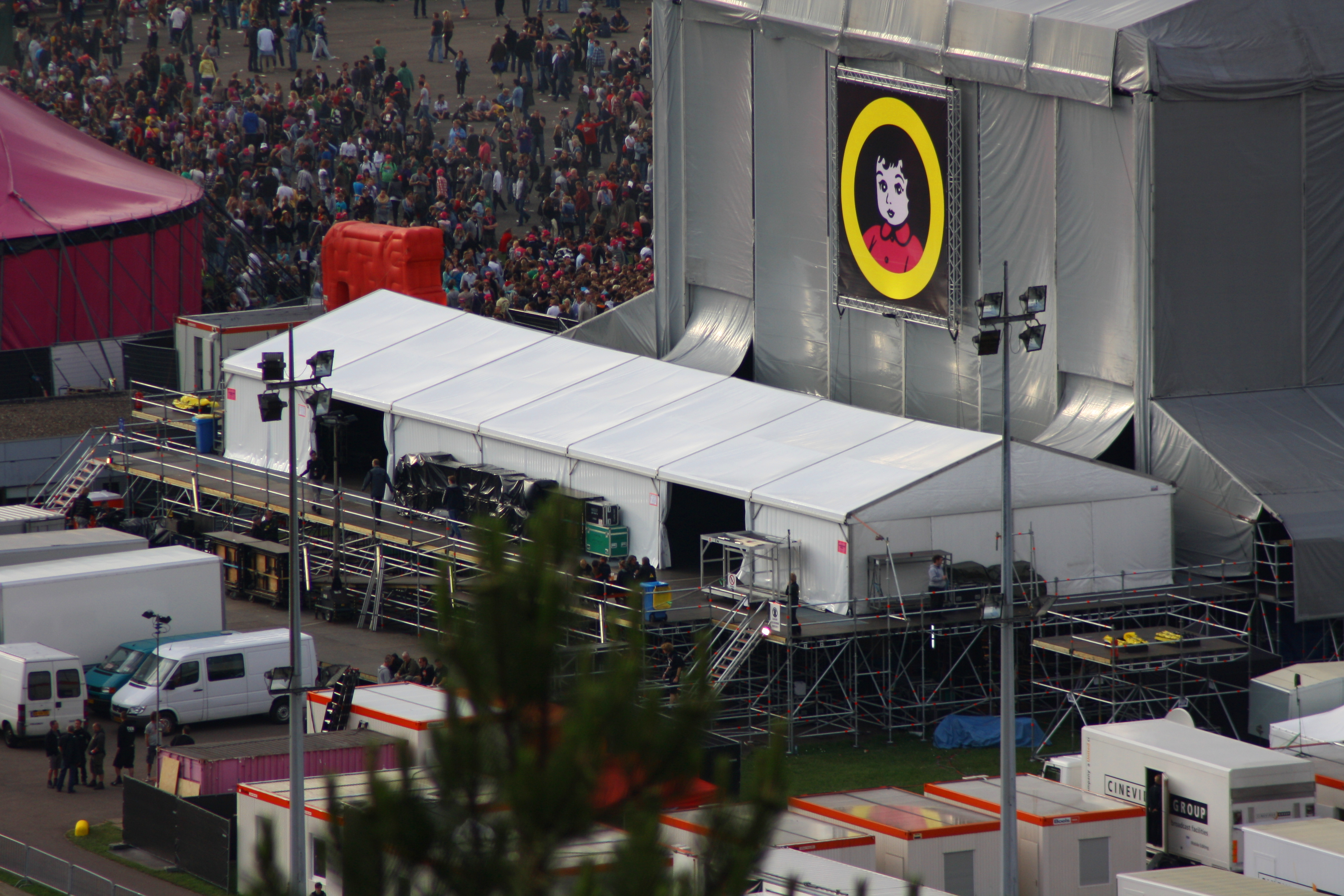
Ingang hoofdpodium
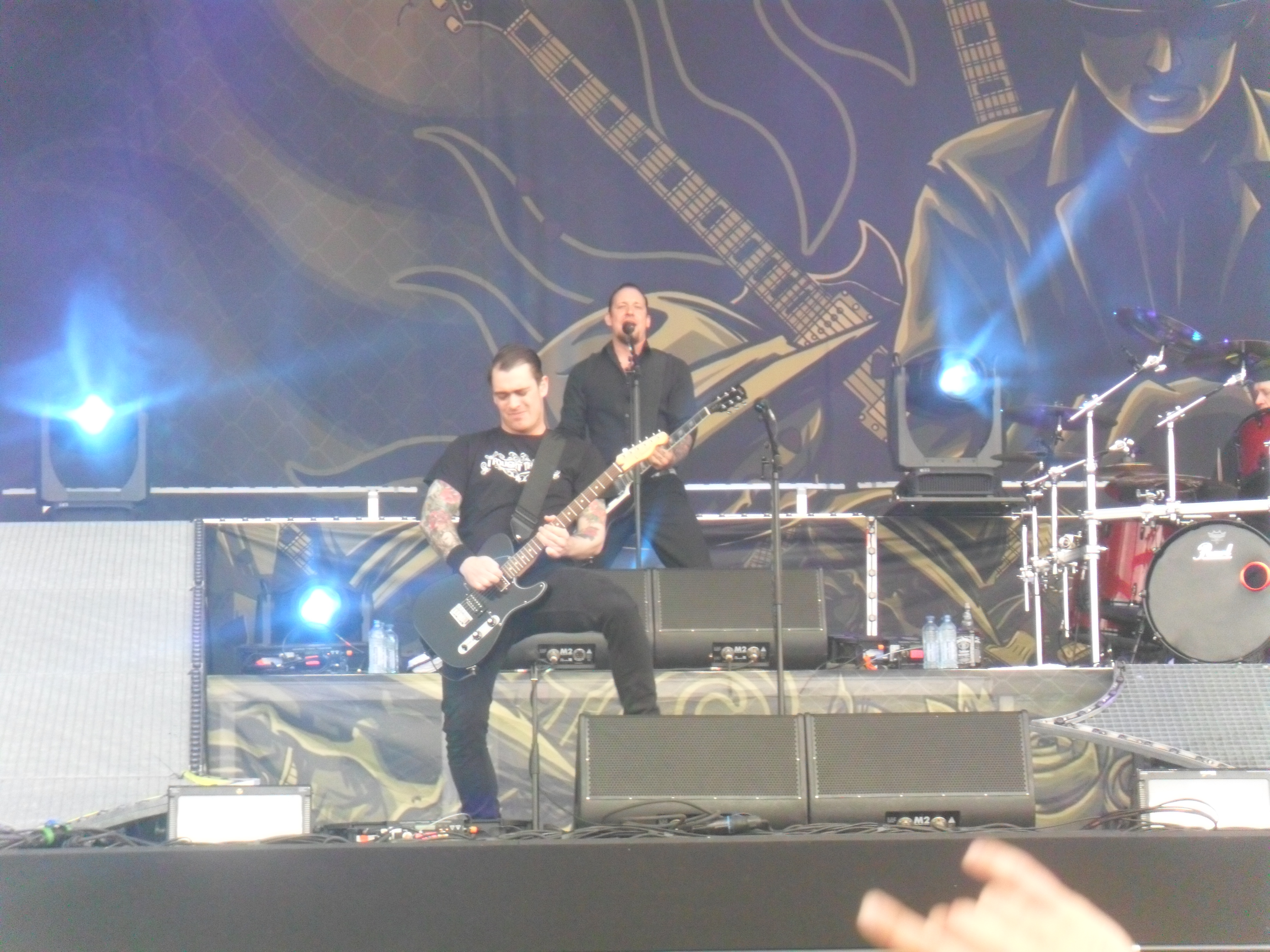
Volbeat
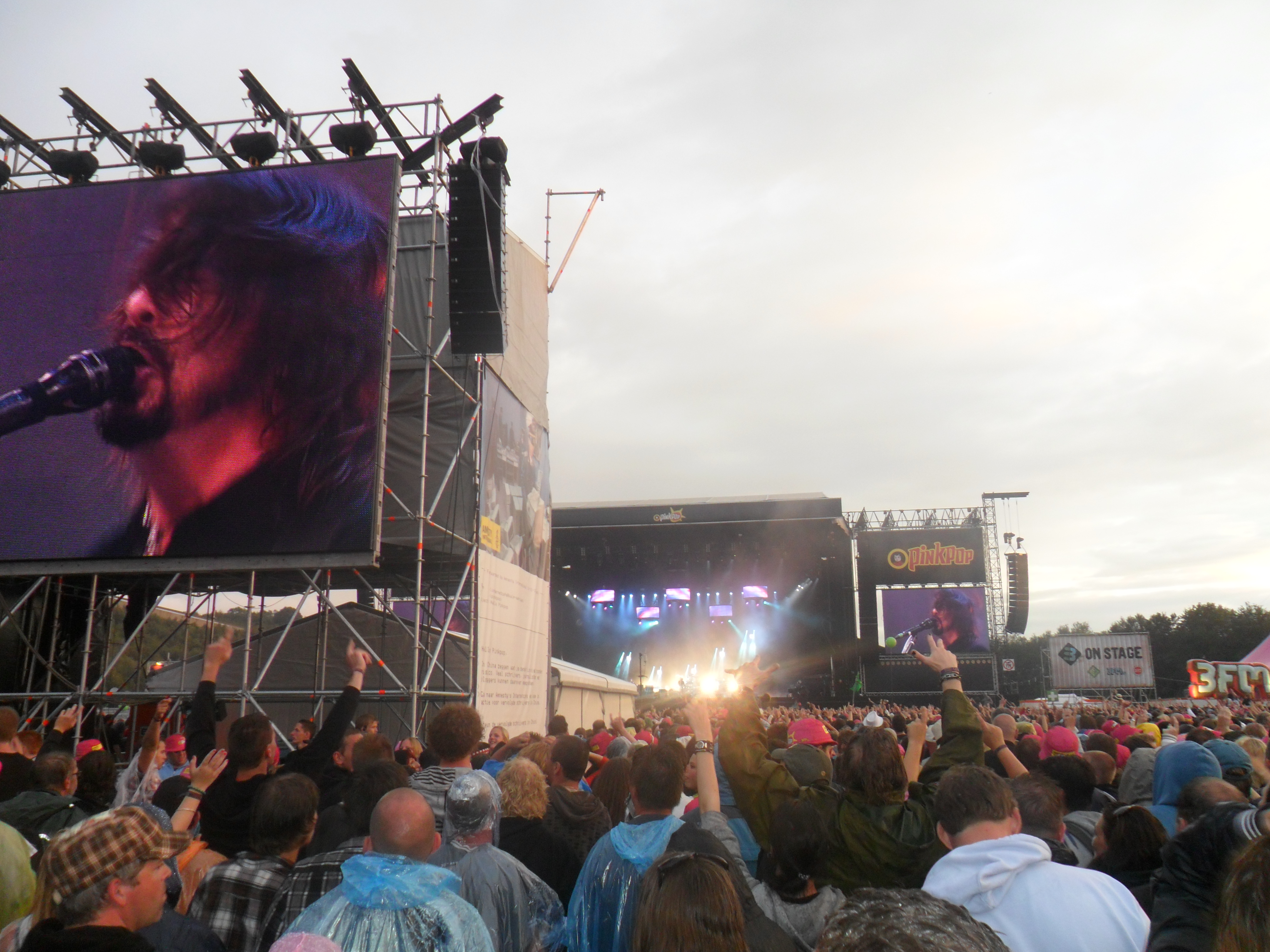
Foo Fighters

## Programma
|                                     | Mainstage (Zuid)                                                                              | 3FM stage (Noord)                                                            | Converse Stage (Zuid West)                                                              |
| ----------------------------------- | --------------------------------------------------------------------------------------------- | ---------------------------------------------------------------------------- | --------------------------------------------------------------------------------------- |
| Zaterdag 11 juni 2011 (66.000 bez.) | De Staat Lifehouse Elbow Coldplay                                                             | Manic Street Preachers Simple Plan Alter Bridge                              | Madi Ash Selah Sue                                                                      |
| Zondag 12 juni 2011 (60.000 bez.)   | Hurts Tim Knol Wolfmother White Lies Kings of Leon                                            | VersaEmerge Justin Nozuka Graffiti6 Avenged Sevenfold                        | The Garden of Love Hanson Cage the Elephant Laura Jansen Bloody Beetroots Death Crew 77 |
| Maandag 13 juni 2011 (67.000 bez.)  | Scouting for Girls Two Door Cinema Club Go Back to the Zoo Volbeat Kaiser Chiefs Foo Fighters | Plain White T's Beatsteaks The Gaslight Anthem The Script 30 Seconds to Mars | Dazzled Kid Eliza Doolittle All Time Low Band of Horses Deadmau5                        |